# Haraszti Margit
Haraszti Margit (Harasztifalu, 1948. március 16. – Eger, 2005. augusztus 23.) magyar festő és restaurátor, a műemlékvédelem kiemelkedő képviselője.

## Életrajza
1948. március 16-án született Haraszti Margit néven. Szülei: Haraszti György és Vilics Ilona. Háromszor házasodott, második házasságából származó gyermeke Haraszti Gina (Gina Hara), Kanadában élő filmrendező.
Tanulmányait a Magyar Képzőművészeti Egyetem, festő-restaurátor szakán végezte 1976-ban. Tagja volt a Magyar Alkotóművészek Országos Egyesületének és a Magyar Restaurátor Kamarának.
Egyetem után haláláig, 30 évig dolgozott a magyar műemlékvédelemben mint falképrestaurátor és szakértő, az ország neves műalkotásainak állapotának megóvásáért és értékeinek megőrzéséért.
"Tevékenységét alapos problémalátás, felkésztült rekonstrukciós megvalósítóképesség, alapos stílusismeret és mértéktartás jellemzi. Mindezek hiánytalan kifejezőképességgel párosulnak. A művekhez, műtárgyakhoz mindig a kellő alázattal közeledik." -  jellemzi Hernádi György restaurátor, Haraszti Margit munkásságát egy 2001-ben írt levelében. 
Egerben, a Líceum restaurálása közben érte a halál 2005-ben.

## Munkaterület
- Festő
- Fal- és táblakép restaurálás
- Falképrestaurátor szakértő

## Munkák

### Fára és vászonra festett táblaképek
- Esztergom, Keresztény Múzeum, St.Antal – XIII. sz.
- Eger, Rác Templom, XVIII. sz-i ikonosztáz
- Sátoraljaújhely, XVIII. sz-i ikonosztáz
- Nemzeti Múzeum történelmi személyek portréi
- Haranghy Jenő pannók, Budapest Corsó Étterem

### Falkép kutatások
- Iszkaszentgyörgyi barokk kastély
- Veszprém, Nagypréposti Palota
- Kőszeg, Jurisich tér 2., barokk falképkutatás
- Mikosdpusztai kastély falképkutatás és rekonstrukciós tervek
- Söpte Szent Márton római katolikus templom
- Hegyfalu, Széchenyi Kastély
- Budapest, Lónyai utca

### Falkép restaurálások
- Pécel, Ráday-kastély, díszterem és könyvtár: barokk falfestmények és díszítő festés restaurálás, 1979
- Zalaegerszeg, Mária Magdolna római katolikus plébániatemplom oldalkápolnákban Johann Ignaz Cymbol freskók restaurálása, mennyezetfestmény rekonstrukciója a töredékek alapján, díszítő festés restaurálás és rekonstrukció
- Sárvár, Nádasdy Vár: barokk teremsor falfestményeinek restaurálása, díszítő festés restaurálás és rekonstrukció
- Tapolcai római katolikus plébánia templom: románkori falfestmény restaurálása, gótikus festés restaurálás és áthelyezés
- Budapest, Parlament kongresszusi terem társalgója: mennyezetfestmény restaurálása
- Körmend, Batthyány Kastély díszterem: neobarokk díszítő festés rekonstrukció
- Majk, Majki műemlékegyüttes, Kamalduli Rend cellházak 2 kápolnája: barokk falfestmény restaurálás, díszítő festés rekonstrukció, stukko és műmárvány kiegészítések
- Kőszeg, Városháza, rekonstrukció
- Szombathely, volt papnevelde könyvtárának 2 helyisége: csapos fagerenda födém stabilizálása gerenda pótlásokkal és padlástéri felfüggesztéssel. id. Dorffmaister István freskók restaurálása XIX. szd.üi neoreneszánsz díszítő festés restaurálás
- Székesfehérvár, Szt. István Mauzóleum: Aba Novák Vilmos seccok rekonstrukciója fotók alapján
- Budapest, Artotel
- Kőszeg, Jurisics tér 1., barokk falképek, 2002-2005
- Acsádi volt Szegedy Kastély díszterme
- Szentgotthárd, volt Ciszterci kolostor refektóriuma: Matthias Gusner freskók restaurálása, barokk díszítő festés rekonstrukció